# Параскеви Папахристу
Параскеви „Вула“ Папахристу (грч. Παρασκευή (Βούλα) Παπαχρήστου; 17. април 1989) је грчка атлетичарка, која се такмичи у троскоку и скоку удаљ. Чланица је и наступа за Атлетски клуб АЕК из Атине. Освојила је 2 златне медаље на
Европском првенству за млађе сениоре и представљала Грчку на Светском првенству на отвореном 2011.. Због недоличног коментара на Твитеру, Грчки олимпијски комитет ју је уклонио из грчког тима за Летње олимпијске игре 2012.

## Каријера
Рођена у Атини, Вула Папахристу је освојила бронзану медаљу на Светском првенству за јуниоре 2008.. Такмичила се на Европском првенству у дворани 2009. и прошла кроз квалификациони круг са скоком од 14,47 метара. Међутим, у финалу је повређена и није успела да региструје важећи скок. После освајања бронзане медаље на Медитеранским играма 2009., учествовала је на Светском првенству на отвореном 2009, али није успела доћи до финала. Исте године је освојила златну медаљу на Европском првенству за млађе сениоре. На Европском првенству у дворани 2011. је завршила квалификација без пласмана у финале. Вула Папахристу је у јуну 2011. године остварила лични најбољи резултат од 14,72 метра у троскоку у граду Ханија, што је трећи пут међу грчким атлетичаркама, после Хрисопији Девеци и Параскеве Циамите. Тај скок је такође био и други најбољи икад постигнут од стране европског спортисте испод 23 године, после рекорда Ане Пјатих од 14,79 м. Успешно је одбранила златну медаљу на Европском првенству за млађе сениоре исте године у Острави.

### Олимпијске игре 2012.
Параскеви Папахристу се квалификовала за Летње олимпијске игре 2012., али је уклоњена из грчког тима због поста на Твитеру у вези са малом епидемијом вируса западног Нила у Грчкој од које је оболело најмање пет и умрла једна особа. Твит, за који се касније извинила, је оцењен од стране Грчког олимпијског комитета као кршење олимпијских идеала и вредности.

### 2013—2016
Параскеви је направила паузу од 2013. до 2015. године због рођења ћерке Констадине коју је добила са тренером Јоргосом Томаски. У мају 2013, Атлетски савез Грчке је суспендовао њене спортске резултате од 4. јануара 2013. године, наводећи да ће их поново регистровати као важеће ако настави тренирање и врати се такмичењу на високом нивоу. На Светском првенству у дворани 2016. у Портланду и на Европско првенством на отвореном исте године у Амстердаму освојила је бронзану медаљу. Заузела је осмо место на Летњим олимпијским играма 2016..

## Међународна такмичења
| Година | Такмичење                                      | Локација                        | Место  | Резултат |
| Грчка  | Грчка                                          | Грчка                           | Грчка  | Грчка    |
| ------ | ---------------------------------------------- | ------------------------------- | ------ | -------- |
| 2008   | Светско првенство у атлетици за јуниоре        | Бидгошч, Пољска                 | 3.     | 13,74 м  |
| 2009   | Европско првенство у атлетици у дворани        | Торино, Италија                 | Финале | БП       |
| 2009   | Европско првенство у атлетици за млађе сениоре | Каунас, Литванија               | 1.     | 14,34 м  |
| 2009   | Медитеранске игре                              | Пескара, Италија                | 3.     | 14,12 м  |
| 2011   | Европско првенство у атлетици за млађе сениоре | Острава, Чешка                  | 1.     | 14,40 м  |
| 2011   | Светско првенство у атлетици на отвореном      | Тегу, Јужна Кореја              | 16.    | 14,05 м  |
| 2012   | Европско првенство у атлетици на отвореном     | Хелсинки, Финска                | 11.    | 13,89 м  |
| 2016   | Светско првенство у атлетици у дворани         | Портланд САД                    | 3.     | 14,15 м  |
| 2016   | Европско првенство у атлетици на отвореном     | Амстердам, Холандија            | 3.     | 14,47 м  |
| 2016   | Oлимпијске игре                                | Рио де Жанеиро, Бразил          | 8.     | 14,26 м  |
| 2017   | Европско првенство у атлетици у дворани        | Београд, Србија                 | 3.     | 14,24 м  |
| 2017   | Светско првенство у атлетици на отвореном      | Лондон, Уједињено Краљевство    | 20.    | 13,75 м  |
| 2018   | Светско првенство у атлетици у дворани         | Бирмингем, Уједињено Краљевство | 6.     | 14,05 м  |
| 2018   | Европско првенство у атлетици на отвореном     | Берлин, Немачка                 | 1.     | 14,60 м  |
| 2019   | Европско првенство у атлетици у дворани        | Глазгов, Уједињено Краљевство   | 2.     | 14,50 м  |
| 2019   | Европско екипно првенство у атлетици           | Бидгошч, Пољска                 | 1.     | 14,48 м  |